# Roslin

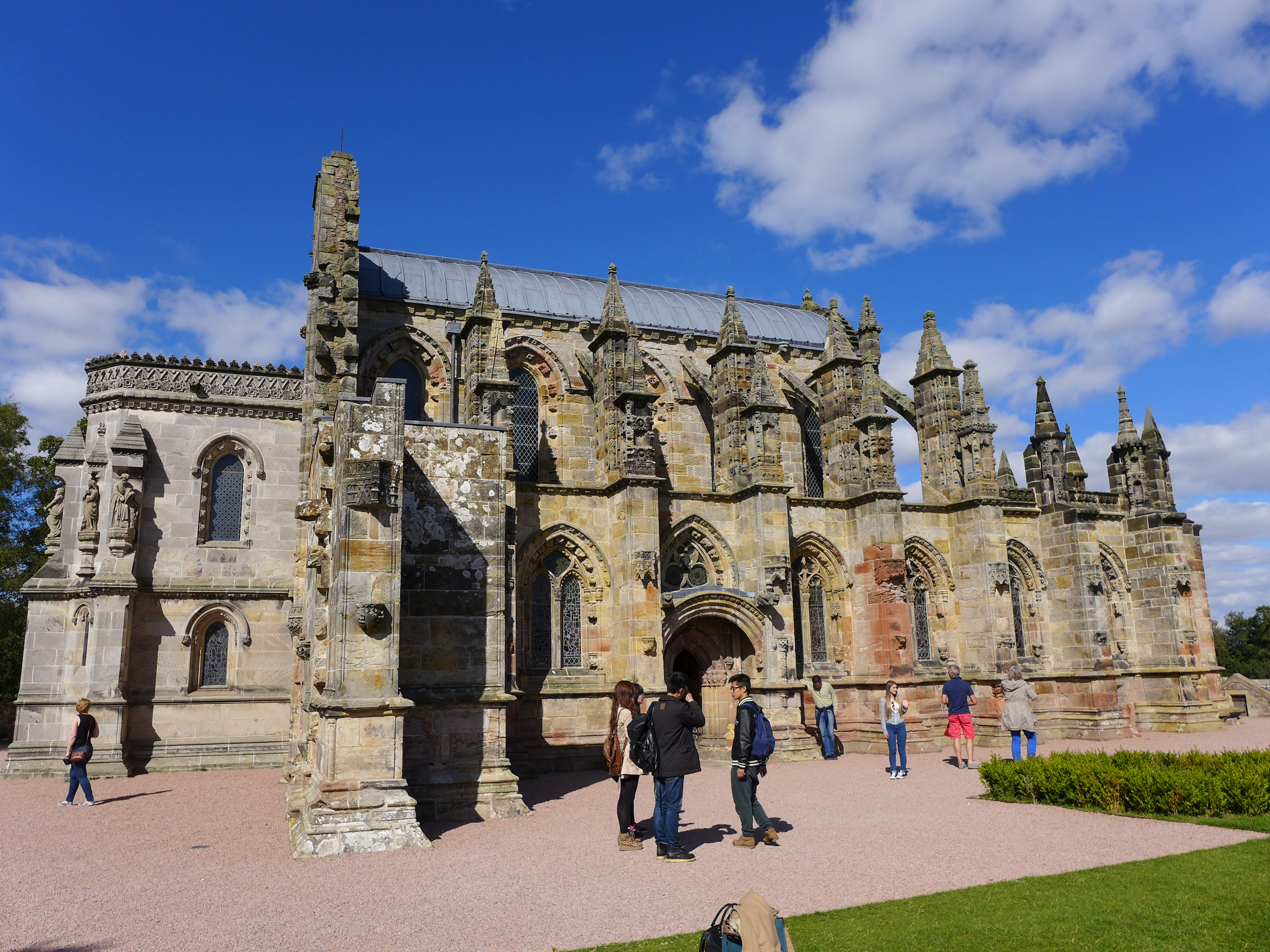
Roslinská kaple od jihu

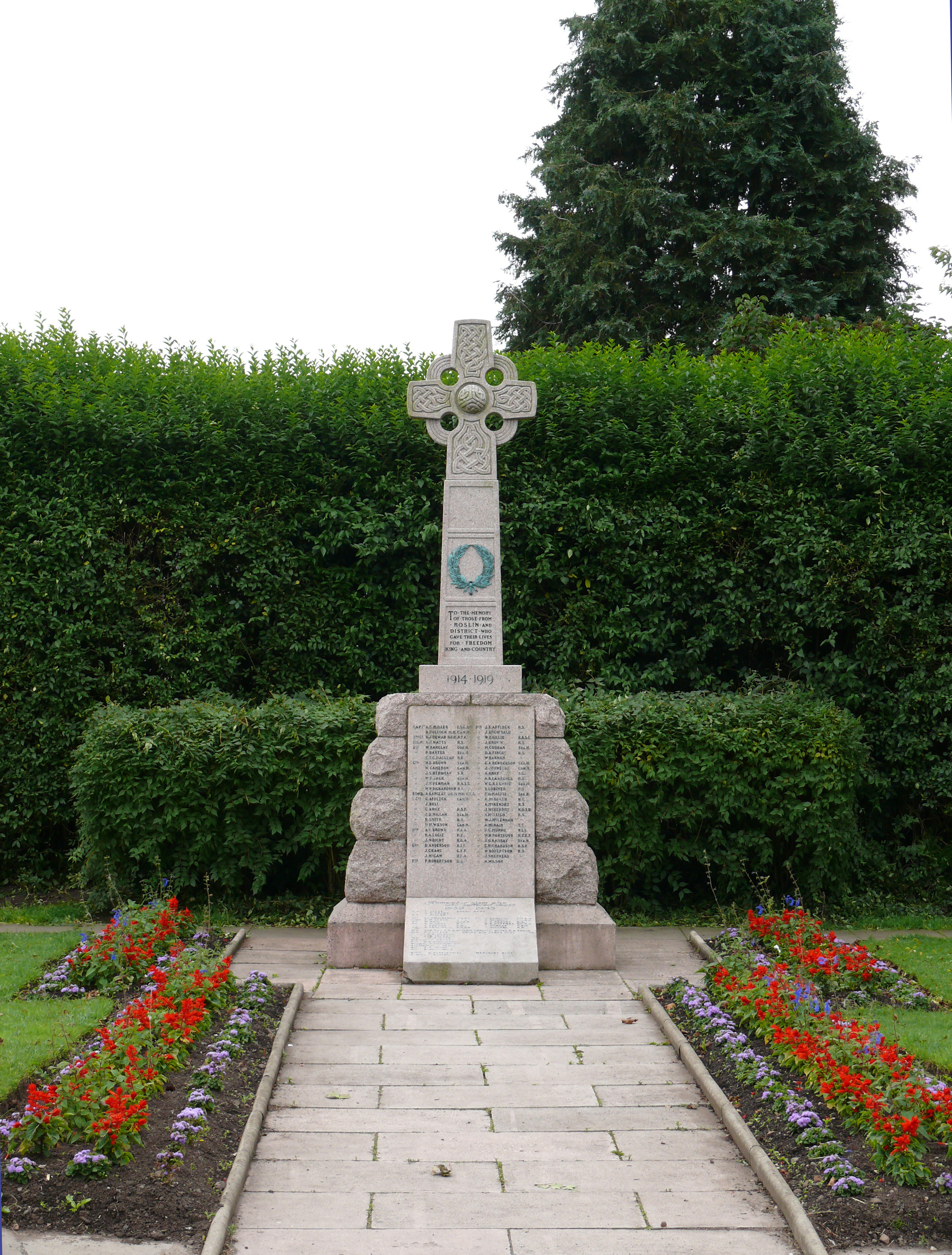
Památník místním obětem první světové války

Roslin, nebo také někdy Rosslyn, je skotská vesnice, která se nachází v oblasti Midlothian, asi 15 kilometrů jižně od Edinburghu.

## Etymologie
Uvádí se, že jméno Roslin, pochází z keltských slov ross – útes, a lynn – vodopád.

## Historie
Podle legendy byla osada založena někdy kolem roku 203 Asteriem z jednoho kmene keltských Piktů. Přestože vesnice není velká, má bohatou historii, hlavně díky zdejšímu hradu a Rosslynské kapli, a také díky majitelům sídla, kteří se účastnili jedné z bitev proti Anglii v První válce o nezávislost Skotska (1303). Obec situovaná na návrší ve strategické blízkosti Edinburghu čelila opakovaným vpádům vojsk. Při poslední válce roku 1544 Angličané hrad poničili.

## Současnost
Obec žije ze zemědělství a z turistického ruchu. V přilehlé obci Bush sídlí biologický a biochemický Roslin Institute, kde se roku 1996 narodila ovce Dolly – první klonovaný savec v dějinách lidstva.

## Památky
- Hrad s mostem – založeny v raném středověku, hrad byl dvakrát dobyt. Zříceniny s pilíři vstupní brány byly na předmostí po roce 1544 ponechány a roku 1622 bylo na volné ploše přistavěno obytné křídlo, obývané potomky rodu Rosslynů dosud.
- Kaple, anglicky Rosslyn Chapel, se dodnes píše historickou transkripcí. Byla založena roku 1446 jako římskokatolická kolegiátní kaple sv. Matouše na návrší nad hradním sídlem rodiny Roslinů. Měla šest řádných sídelních kanovníků a dva choralisty (chórové zpěváky – chlapce) a farní působnost. Založil ji William Sinclair, 1. hrabě z Caithness, ze skotsko-normanské rodiny Sinclairů. Byla v pořadí třetí svatyní založenou Sinclairovou rodinou. První je dosud součástí hradu, druhá je na hřbitově.

Po skotské reformaci roku 1560 katolické bohoslužby skončily, přestože rodina Sinclairů zůstala katolická až do začátku 18. století. Kaple byla zrekonstruována a znovu vysvěcena roku 1861 pro bohoslužby skotského episkopálního ritu. Od roku 1987 je kaple otevřena veřejnosti. V průvodcovském textu uvádí svou historii do souvislosti s řádem templářů, hledáním Svatého grálu a se svobodnými zednáři, což je fikce odvozená z Brownova románu Da Vinciho kód, který zde byl zfilmován.
Kaple má dodnes soukromé majitele, jsou jimi Peter St Clair-Erskine, 7. hrabě z Rosslynu s manželkou a čtyřmi dětmi. K doprovodu průvodce při prohlídce kostela vždy patří černobílý kocour.
Kaple vyniká pozdně gotickou architekturou a zejména bohatstvím sochařské a kamenické výzdoby ve stylu pozdní gotiky. Západní předsíň byla přistavěna ve stylu viktoriánské novogotiky v 19. století. Z téže doby je pomník před vchodem.
- Hřbitov – v čele stojí pamětní kříž obětem první světové války z let 1914–1919.

## Film
- Ve filmu The Argus of Melbourne byla kaple bombardována.
- Natáčel se zde film Šifra mistra Leonarda.[1]